# Ennio Sangiusto
Ennio Reggente, conosciuto come Ennio Sangiusto (Trieste, 22 settembre 1937 – Milano, 5 febbraio 2017), è stato un cantante italiano.

## Biografia
Comincia come ballerino nella sua città, aggiungendo poi a questa attività il canto. Riesce ad entrare a Radio Trieste nel 1959 e diventa il precursore del ballo che scoppia nel 1962 anche in Italia: il twist. Partecipa al Festival di Sanremo 1963 dove presenta due canzoni: Le voci proposta in abbinamento con Luciano Tajoli e La ballata del pedone la cui esecuzione era affiancata a quella del Quartetto Radar.

## Discografia parziale

### Singoli
- 1960: The Twist/Amico charleston (Astraphon, PN 4104)
- 1960: Montecarlo/And the heavens cried (Astraphon, PN 4109)
- 1961: Hello Mary Lou/Amico charleston (Meazzi, M 01132)
- 1962: Speedy Gonzales/Il pirata (del twist) (Meazzi, M 01153; con I Kent)
- 1962: L'ho soltanto baciata/Gigolò (Meazzi, M 01157)
- 1962: Habibi Twist/Mexico (Meazzi, M 01158)
- 1962: Rivivere/Briciole di luna (Meazzi, M 01171)
- 1962: Ay que calor/Lanterna blu (Meazzi, M 01172)
- 1963: Le voci/Gilda (Meazzi, M 01190)
- 1963: La ballata del pedone/Bussicabombaio (Meazzi, M 01191)
- 1964: Non è finita/Giuseppina (Meazzi, M 01254)
- 1965: El porompompero/Sei tornata (Meazzi, M 01279)
- 1965/1966: Extraños En La Noche/Achumbalelile/Prueba una vez/Concierto de amor (Belter, Spagna 51.691)